# Typ 2-inflammation
Typ 2-inflammation (ibland T2-inflammation) är en typ av immunsvar. Dess fysiologiska funktion är att försvara kroppen mot masksjukdomar. Felaktigt utlösta inflammatoriska svar av typ 2 bidrar till flera sjukdomars patofysiologi.

## Molekylärbiologi
IL-25, IL-33 och TSLP är alarminer som frigörs från skadade epitelceller. Dessa cytokiner medierar aktivering av typ 2 T-hjälparceller (Th2-celler), typ 2 medfödda lymfoida celler (ILC2-celler) och dendritiska celler. Th2-celler och ILC2 celler utsöndrar IL-4, IL-5 och IL-13.
IL-4 driver CD4+ T-celler att differentieras mot Th2-subtypen och inducerar isotypväxling till IgE i B-celler. IL-4 och IL-13 stimulerar eosinofiler att migrera till inflammationsstället, medan IL-5 främjar både migration och produktion av eosinofiler.

## Medverkan till sjukdomar hos människor
Typ 2-inflammation bidrar till flera kroniska sjukdomar:
- Astma[7][8]
- Atopisk dermatit [8]
- Kronisk bihåleinflammation med näspolyper[9]
- Eosinofil esofagit[10]

Personer med en typ 2-inflammatorisk sjukdom är mer benägna att ha andra typ 2-inflammatoriska sjukdomar.

## Mål för läkemedelsbehandling
Flera läkemedel har utvecklats som riktar sig mot mediatorer av typ 2-inflammation: 
- Specifika IL-4-blockerare:
  - Altrakincept
  - Pascolizumab
- Specifika IL-5-blockerare:
  - Benralizumab
  - Mepolizumab
  - Reslizumab
- Specifika IL-13-blockerare:
  - Lebrikizumab
  - Tralokinumab
- IL-4- och IL-13-blockerare:
  - Dupilumab
- IgE-blockerare:
  - Ligelizumab
  - Omalizumab